# Regió Autònoma del Mindanao Musulmà

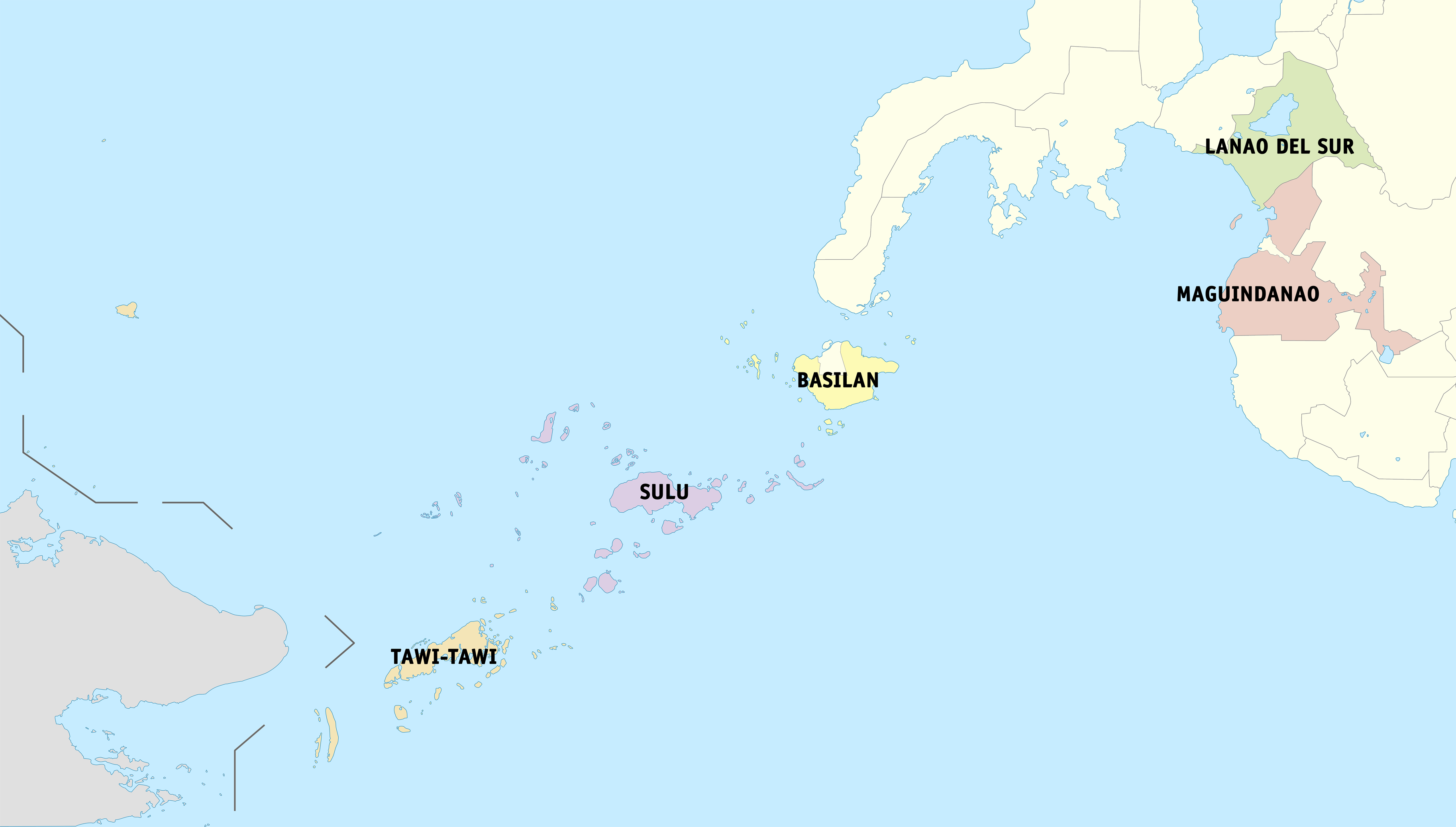
Províncies de l'ARMM

La Regió Autònoma del Mindanao Musulmà (en filipí Nagsasariling Rehiyon sa Muslim na Mindanao, en anglès Autonomous Region in Muslim Mindanao), coneguda habitualment per les seves sigles en anglès: ARMM, és un territori autònom del sud de les Filipines, comprès entre la part occidental de l'illa de Mindanao (províncies de Lanao del Sud i Maguindanao) i l'arxipèlag de Sulu (províncies de Basilan, Sulu i Tawi-Tawi).
Té una extensió de 26,974 km² i una població de 4.120.795 habitants (2007). La formen 5 províncies i 1 ciutat independent (Cotabato), 113 municipis i 2.470 barangays. El centre administratiu regional és a la ciutat de Cotabato.

## Història
El desembre de 1976 es va signar l'acord de Trípoli entre el govern de les Filipines i el Front d'Alliberament Nacional Moro dirigit per Nur Misuari, però els esdeveniments que van seguir van suposar un fracàs, ja que l'acord no es va poder implementar mai per la mala fe del govern filipí, car establia l'autonomia per 13 províncies però pel govern va voler referèndum sabent que la població de moros era minoria en moltes degut a la forta emigració dels pobladors del nord i, per tant, no podia tirar endavant.
Misuari va rebutjar dirigir el govern provisional autònom, i el president filipí Ferdinand Marcos va nomenar un govern provisori que va organitzar el referèndum boicotejat pels partits moros. Després del referèndum es van crear dos petites regions autònomes (una a Mindanao Occidental i Sulu i una a Mindanao central); eleccions a les dues assemblees autònomes es van fer el 1979, també boicotejades pels moros i musulmans i es van posar en marxa governs amb reduïts poders i baixa legitimat, que foren poc efectius i no van resoldre el problema.
El 1986 Marcos fou enderrocat per una revolta popular i una part de l'exèrcit. El setembre Nur Misuari va tornar al país, es va entrevistar amb la nova presidenta Cory Aquino a Sulu, i es va arribar a un acord per negociar a Jeddah (Aràbia Saudita) sota els auspicis de l'Organització de la Conferència Islàmica. Aquestes negociacions, sense gaire èxit van durar fins al 1987 i mentre una nova constitució va establir provisions per l'establiment d'una zona autònoma musulmana (al sud) i a la regió de la Cordillera (al nord).
Finalment es va establir la regió autònoma (Autonomous Region of Muslim Mindanao, ARMM) l'1 d'agost de 1989 (decret 6734) i a les eleccions del febrer de 1990 per a l'executiu de l'assemblea autònoma va triomfar el candidat governamental Zacaria Candao (membre de fet del MNLF de Misuari, però legalment del LEN-NUCD, Lakas ñg EDSA-National Union of Christian Democrats). Un referèndum sobre l'autonomia a 13 províncies (el MNLF en reclamava 23) fou rebutjat, ja que a causa de la forta emigració, els musulmans (que el 1903 eren el 73% de la població) només formaven el 28% dels habitants del sud (i en descens), i el vot favorable només va guanyar a 4 províncies i encara no veïnes: Lanao del Sud, Maguindanao, Tawi-tawi i Sulu, que finalment foren les quals van formar la regió autònoma.
A l'octubre es van transferir a la Region of Muslim Mindanai (Pilipino) algunes competències. Nur Misuari seguia però encara a l'Aràbia Saudita; la pau formal no es va signar fins al novembre de 1993 i els darrers rebels del seu grup no van entregar les armes fins al 1994.
El següent president filipí, el general Fidel Ramos, va negociar amb el MNLF a Trípoli i el desembre de 1995 es va signar un altre acord, ja que el govern filipí buscava el suport d'aquest grup, però al mateix temps hi va haver enfrontaments amb la milícia cristiana Ituman, ja que els cristians del sud quedaven inclosos en la SZOPAD (Special Zone of Peace and Development). El 1996 el MNLF es va aliar al grup cristià Ilaga per promoure el desenvolupament al sud de les Filipines. La cort suprema filipina va desafiar els acords als quals el president havia arribat que van esdevenir quasi paper mullat.
El 1996 es va establir el Southern Philippines Council for Peace and Development (SPCPD), òrgan del que la direcció va quedar en mans del MNLF.
L'agost de 1996 Misuari i el president Fidel Ramos es van entrevistar com a pas previ a la signatura definitiva de la pau que fou signada solemnement a Manila l'1 de setembre de 1996. L'1 de setembre de 1996 Misuari fou elegit governador de la ARMM (era l'únic candidat) i va prendre possessió el 20 de setembre. El 22 d'octubre va assolir també la direcció del SPDCD.
El març de 1999 s'havien de fer eleccions per l'executiu de la ARMM però foren posposades per la situació de violència. Misuari es va entrevistar amb Hashim Salamat, el cap del Front Islàmic d'Alliberament Moro (MILF), al seu quarter d'Abubakar a la selva, però sense cap resultat concret.
L'agost del 2001 es va fer un referèndum per expandir l'ARMM però de les 15 províncies i 9 ciutats consultades (cobertes per la SZOPAD) només 5 províncies i 1 ciutat van votar a favor. Quan poc després es van fer les eleccions Misuari fou desplaçar pel candidat (Parouk Hussin) de la nova presidenta Gloria Macapagal Arroyo; Misuari va tornar a les armes i va iniciar atacs a les tropes del govern abans de fugir cap a Malàisia, però allí fou arrestat i entregat al govern filipí i fou empresonat. El 2008 romania en arrest domiciliari i la direcció del seu grup fou agafada per Muslimin Sema, alcalde de la ciutat de Cotabato.

## Presidents de la Regió Autònoma
- Zacaria Candao 1990-1993
- Lininding Pangandaman 1993-1996
- Nur Misuari 1996-2001
- Alvarez S. Isnaji, 22 de novembre a 27 de desembre de 2001 (interí)
- Parouk Hussin 2001-2005
- Zaldy Ampatuan 2005-

## Segell i bandera

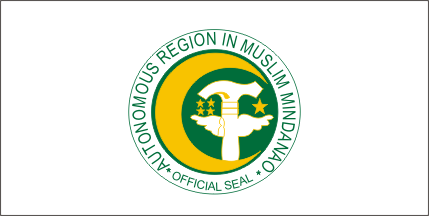
Bandera provisional de la regió autònoma

El segell fou creat el 1989; després del referèndum del 14 d'agost de 2001 pel qual la província de Basilan es va integrar a la regió, s'hauria d'haver afegit un estel més però no existeix al dia d'avui confirmació que això s'ha fet. El segell inclou l'empunyadura d'un kris o sabre, símbol d'autoritat utilitzat pels pobles bangsamoro, el qual és blanc amb un suau delineat daurat amb el simbolisme de la pau; el creixent simbolitza als musulmans i el color groc simbolitzar a les classes socials estructurades de les ètnies del bangsamoro (poble moro); els quatre estels inicials (després cinc) representen a les províncies que en formen part, i l'estel més gran representa a l'estat de les Filipines; el fons del segell és verd per la fertilitat, la vegetació, la vida animal i l'abundància de recursos. Fins que l'assemblea regional adopti els seus símbols aquest segell s'utilitzà sobre drap blanc, escollit expressament per representar la pau.
L'assemblea regional encara no ha escollit els símbols però ja s'utilitza una bandera semi oficial amb els colors filipins però amb símbols del poble moro: la franja superior és blava i té una estrella daurada a la part propera al pal que simbolitza la regió; la franja central és blanca i inclou el segell oficial de la regió; la franja inferior és vermella i inclou un kris horitzontal en blanc.

## Nota
1. ↑  la pagina oficial de l'ARMM encara inclou el segell amb 4 estels  Arxivat 2008-03-12 a Wayback Machine.